# Дурейкиш (район)
Дурейкиш (араб. منطقة دريكيش‎) — район (минтака) в составе мухафазы Тартус, Сирия.
Административный центр — город Дурейкиш.

## География
Район расположен в восточной части мухафазы. На севере граничит с районом Эш-Шейх-Бадр, на востоке с мухафазами Хама и Хомс, на юге с районом Сафита, а на западе с районом Тартус.

## Административное деление
Административно район Дурейкиш разделён на 4 нахии:
| Нахия            | Административный центр | Население (2004 г.), чел. | Карта |
| ---------------- | ---------------------- | ------------------------- | ----- |
| Дурейкиш         | Дурейкиш               | 28 749                    |       |
| Джунайнат-Раслан | Джунайнат-Раслан       | 9 846                     |       |
| Химмин           | Химмин                 | 8 679                     |       |
| Дуэйр-Раслан     | Дуэйр-Раслан           | 13 704                    |       |